# Drexel (Carolina do Norte)
Drexel é uma cidade  localizada no estado norte-americano de Carolina do Norte, no Condado de Burke.

## Demografia
Segundo o censo norte-americano de 2000, a sua população era de 1938 habitantes.
Em 2006, foi estimada uma população de 1906, um decréscimo de 32 (-1.7%).

## Geografia
De acordo com o United States Census Bureau tem uma área de
3,6 km², dos quais 3,6 km² cobertos por terra e 0,0 km² cobertos por água. Drexel localiza-se a aproximadamente 364 m acima do nível do mar.

## Localidades na vizinhança
O diagrama seguinte representa as localidades num raio de 12 km ao redor de Drexel.